# Verkehrsmittel

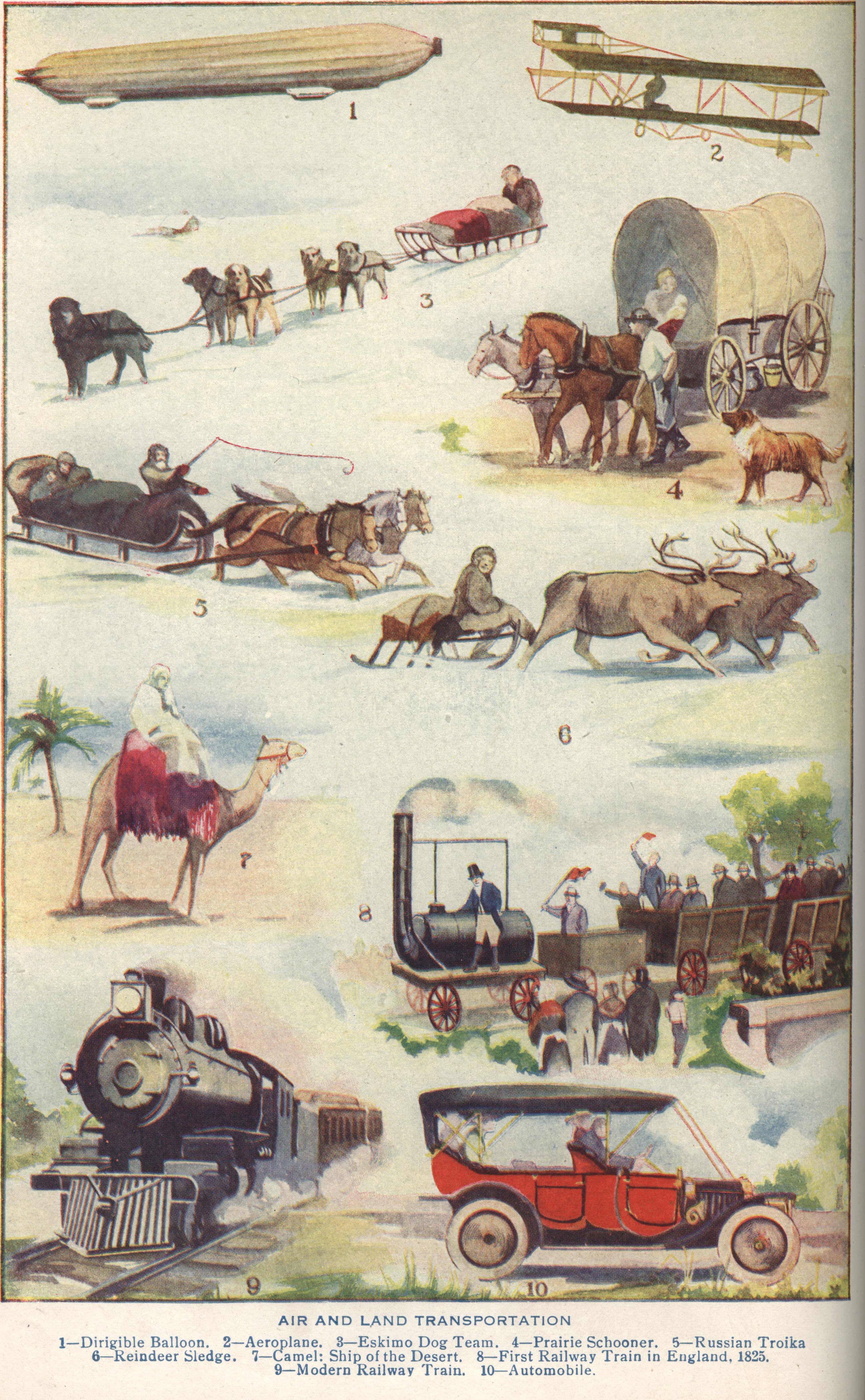
Verkehrsmittel aus der „How and Why Library“ (USA, 1909)

Verkehrsmittel sind die Gesamtheit der stationären oder mobilen sowie der materiellen oder immateriellen Arbeits- oder Produktionsmittel, welche die Bewegung von Personen, Gütern oder Nachrichten ermöglichen.

## Allgemeines
Verkehrsmittel im weiteren Sinne sind alle technischen oder organisatorischen Einrichtungen, die Personen, Gütern und Nachrichten helfen, Wegstrecken durch Ortsveränderung zu überwinden. Dazu benutzen Verkehrsmittel Verkehrswege wie Landwege (Fußverkehr, Straßen, Schienen), Wasserwege (Flüsse, Kanäle, Seewege) und Luftkorridore zu Verkehrszwecken. Zu den Verkehrsmitteln gehören stationäre Verkehrsanlagen (etwa Anlegestellen, Bahnhöfe, Häfen, Haltestellen, Lade- und Löschplätze), mobile Objekte wie Tragtiere, Fahrzeuge (Landfahrzeuge, Luftfahrzeuge, Raumfahrzeuge, Wasserfahrzeuge) und in der Intralogistik Transporthilfsmittel (Container oder Paletten).
Verkehrsmittel und Transportmittel werden zuweilen in der Fachliteratur als Synonyme angesehen, doch ihre Begriffsinhalte sind unterschiedlich. Transportmittel sind ausschließlich solche Verkehrsmittel, die dazu bestimmt sind, neben der Beförderung des Fahrzeugführers auch Güter- und Personentransport durchzuführen. Der Elektro-Tretroller ist beispielsweise ein Verkehrsmittel aber kein Transportmittel, da er ausschließlich den Fahrer transportieren darf. Ein Fuhrwerk mit Kutscher ist ein Transportmittel, wenn es auch Gepäck oder weitere Personen befördert, der Einspänner ist kein Transportmittel.
Nicht zu den Verkehrsmitteln gehören üblicherweise Fahrgeschäfte, Sportgeräte, Spielgeräte und Kinderspielzeug, selbst wenn man sich damit fortbewegen kann bzw. Güter oder Personen damit befördert werden können. Dabei ist zu berücksichtigen, dass etwa die Gesetzeslage der Schweiz unterscheidet, ob Kinderspielgeräte (wie etwa Rollschuhe oder Inlineskates) als Spielzeug oder Verkehrsmittel gelten, je nachdem wie und wo sie eingesetzt werden. Als fahrzeugähnliche Geräte werden alle mit Rädern oder Rollen ausgestatteten Fortbewegungsmittel bezeichnet, die ausschließlich durch eigene Körperkraft angetrieben werden (Art. 1 Abs. 10 Verkehrsregelnverordnung). Dazu gehören insbesondere Trottinette, Rollschuhe, Inlineskates, Skateboards, Einräder oder Kinderräder.

## Arten
Die Verkehrsmittel lassen sich in folgende Arten einteilen:
- Je nach Antriebsform gibt es motorisierte und nicht motorisierte Verkehrsmittel:
  - Motorisierte unterscheiden sich nach Größe (Sitz- oder Nutzkapazität): Bahnen, Busse, Flugzeuge (Großraumflugzeuge) oder Schiffe (Binnen- oder Seeschiffe, Containerschiffe, Fähren). Die Art des Motors spielt keine Rolle, so dass auch E-Bikes, E-Scooter oder Segways und Hybridfahrzeuge dazugehören.
  - Nicht motorisierte Verkehrsmittel sind Fahrräder, Fußgänger, Skateboards, Tragtiere und Tretroller. Sie müssen mit menschlicher oder tierischer Kraft bewegt werden. Ihre Reichweite ist im Vergleich zu den motorisierten in der Regel geringer.
- Verkehrsmittel für den Personen- oder Gütertransport:
  - Den Personentransport übernehmen insbesondere Bahnen, Busse, Personenkraftwagen, Motorrad, Passagierschiffe oder Passagierflugzeuge.
  - Den Gütertransport übernehmen Güterzüge, Lastkraftwagen, Frachtschiffe oder Frachtflugzeuge.
- Nach Anzahl oder Menge des Transportguts:
  - Massenverkehrsmittel transportieren Personen oder Güter in großen Mengen.[5] Hierzu zählen hauptsächlich die Verkehrsmittel des ÖPNV, Flugzeuge und Schiffe.
  - Im Individualverkehr werden dagegen nur wenige Personen oder Güter befördert, es besteht eine freie Entscheidung über Transportzeiten und Transportwege (englisch choice rider).
- Im Hinblick auf die freie Zugänglichkeit:
  - Öffentliche Verkehrsmittel sind für jeden Nutzer frei zugänglich, für die Anbieter besteht häufig Kontrahierungszwang durch eine Beförderungspflicht.
  - Private Verkehrsmittel stehen im Eigentum oder Besitz von Privatpersonen, die über die Nutzung durch Dritte entscheiden können (etwa bei der Mitfahrgelegenheit).

Der öffentliche Personennahverkehr (ÖPNV) ist mithin ein öffentlich zugängliches Massenverkehrsmittel. Die Reichweite unterteilt die Verkehrsmittel nach Kurzstrecke, Nahverkehrsmittel, Fernverkehr, Langstreckenflugzeug; beim Komfort ist die Beförderungsklasse von Bedeutung (Kreuzfahrtschiffe). 

Verkehrsmittel, die auf einer Spur fahren müssen, nennt man „spurgebunden“, meist sind sie durch technische Einrichtungen wie Schienen, Seile oder Magnetfelder auch „spurgeführt“ und können ihre festen Fahrspuren nicht verlassen (Eisenbahnen, Schienenbusse, Hängebahnen, Straßenbahnen, Seilbahnen, Spurbusse). Der Oberleitungsbus (Schweiz: „Trolleybus“) ist spurgebunden, aber nicht spurgeführt. 

## Rechtsfragen
Der Rechtsbegriff Verkehrsmittel wird anstelle des Begriffs Transportmittel benutzt. So ist der öffentliche Personennahverkehr „die allgemein zugängliche Beförderung von Personen mit Verkehrsmitteln im Linienverkehr, die überwiegend dazu bestimmt sind, die Verkehrsnachfrage im Stadt-, Vorort- oder Regionalverkehr zu befriedigen“ (§ 2 RegG). Als Verkehrsmittel gelten gemäß § 3 Abs. 2 Nr. 2 Verkehrsleistungsgesetz auch die Ausrüstung einschließlich der Informations- und Kommunikationssysteme. Die Beförderungserschleichung („Schwarzfahren“) ist gemäß § 265a Abs. 1 StGB unter anderem die Beförderung durch ein Verkehrsmittel ohne Entrichtung des Beförderungstarifs.
Bei zahlreichen öffentlichen Verkehrsmitteln besteht eine Beförderungspflicht, so etwa im öffentlichen Eisenbahnpersonenverkehr (§ 10 AEG) und im öffentlichen Straßenpersonenverkehr (§ 22 PBefG). Die Beförderungspflicht für Taxiunternehmer gilt lediglich im Pflichtfahrbereich (§§ 47 Abs. 2, § 51 Abs. 2 PBefG), sie können gemäß § 13 BOKraft die Beförderung ablehnen, wenn Tatsachen vorliegen, die die Annahme rechtfertigen, dass die zu befördernde Person eine Gefahr für die Sicherheit und Ordnung des Betriebs oder für die Fahrgäste darstellt. Im Fluglinienverkehr besteht außer der Unzumutbarkeit eine generelle Beförderungspflicht gemäß § 21 Abs. 2 LuftVG. Nur in der Schifffahrt gibt es auch im Linienverkehr keine Beförderungspflicht. Diese Beförderungspflicht ist ein Kontrahierungszwang, weil sie die betroffenen Unternehmen gesetzlich zwingt, Fahrgäste zu befördern, wenn diese es wünschen.
Die Automobilindustrie stellt Fahrzeuge her, die der Straßenverkehrszulassungsordnung (StVZO) entsprechend gebaut sein müssen. Sie erhalten gemäß § 19 StVZO eine Betriebserlaubnis. Schiebe- und Greifreifenrollstühle, Rodelschlitten, Kinderwagen, Tretroller, Kinderfahrräder und ähnliche, nicht motorbetriebene oder mit einem Hilfsantrieb ausgerüstete ähnliche Fortbewegungsmittel mit einer bauartbedingten Höchstgeschwindigkeit von nicht mehr als 6 km/h sind gemäß § 16 Abs. 2 StVZO nicht Fahrzeuge im Sinne dieses Gesetzes.

## Wirtschaftliche Aspekte
Verkehrsmittel sind die je nach dem Verkehrsweg und der erforderlichen Leistung (Zweckbestimmung, Nutzlast) ausgestatteten Fahrzeuge. Sie sind bewegliche Sachen, die direkt zum Personen- oder Gütertransport benötigt werden. Der Preis für die Nutzung fremder Verkehrsmittel heißt für Personen Beförderungstarif (Bahnen, Busse, Fähren, Schiffe oder Taxis), für Güter Fracht; ihr Oberbegriff sind die Transportkosten.
Gerade in der Personen- und Güterbeförderung spielt die Auslastung der Verkehrsmittel eine große Rolle. Sie heißt in der Personenbeförderung Sitzauslastung, speziell bei Fluggesellschaften Sitzladefaktor. Das Frachtgeschäft spricht von Ladetonnenkilometern, bei Frachtflugzeugen wird sie Nutzladefaktor genannt. Je höher der Auslastungsgrad, umso geringer sind die Leerkosten. Es ist deshalb sinnvoll, „Leerfahrten“ zu vermeiden und auch die Rückfahrt auszulasten. Steigt der Auslastungsgrad über die Gewinnschwelle, so erzielt das Transportunternehmen Gewinne, bei Vollbeschäftigung den maximal möglichen Gewinn. Bei Unterbeschäftigung entstehen Verluste. Seilbahnen wie beispielsweise Skilifte sind reine Saisonbetriebe, welche die nicht kostendeckende Unterbeschäftigung im Sommer durch Schließung meiden.
Durch Verkehrsmittel verwirklicht sich ein Transportrisiko. Neben der Gefahr von Personen- oder Sachschäden beinhaltet das Transportrisiko die Gefahr, dass die eingesetzten Verkehrsmittel soziale oder ökologische Schäden wie Emissionen oder Lärmbelästigung verursachen. Auch die Verspätung von Verkehrsmitteln etwa durch Verkehrsstaus gehört zu den Transportrisiken.

## Modal Split

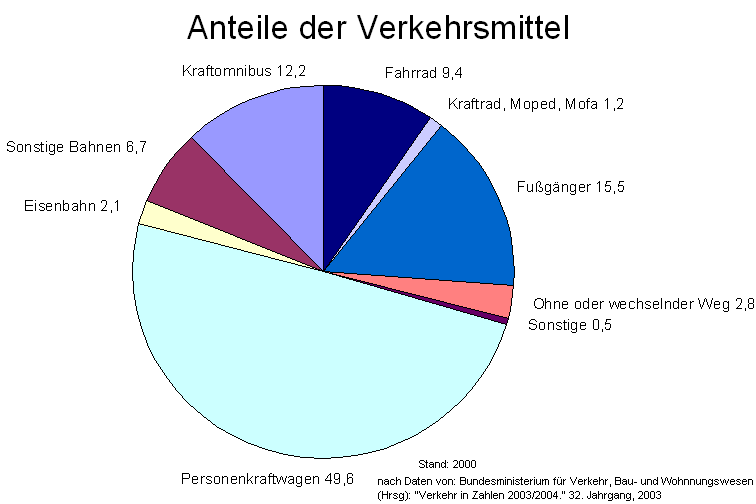
Die Grafik zeigt, zu welchen Anteilen die Verkehrsmittel auf dem Weg zur Schule oder zur Arbeit im Jahr 2000 in Deutschland benutzt wurden

Im Alltag wird der Verkehr durch eine Kombination sämtlicher Verkehrsmittel bestimmt, die Modal Split genannt wird. Der Modal Split ist die Verteilung des Verkehrsaufkommens auf die verschiedenen Verkehrsmittel.
Während in deutschen und österreichischen Städten durchweg das Kfz dominiert (69 % in Essen, 66 % in Klagenfurt), gehen die Einwohner in Paris oder Barcelona lieber zu Fuß (63 % bzw. 40 %). Der ÖPNV dominiert in Bogotá (64 %), Zürich (63 %), Warschau (60 %) und New York City (55 %), das Fahrrad erwartungsgemäß in Amsterdam (38 %) und Beijing (32 %).
Verglichen mit dem motorisierten Individualverkehr ist der ÖPNV in der Regel umweltfreundlicher. Für den Massenverkehr in Großstädten werden Nahverkehrsmittel wie S-Bahn, U-Bahn, Stadtbahn, Straßenbahn, Oberleitungsbus und Omnibusse eingesetzt, teilweise auch Fähren oder Seilbahnen im Linienverkehr. In Ländern der Dritten Welt werden auch Lastkraftwagen, Midibusse, Kleinbusse und Fuhrwerke für den Personenverkehr genutzt.